# Хредаватн
Хре́даватн (исл. Hreðavatn) — озеро на западе Исландии. Расположено в долине Нордюраурдалюр на территории общины Боргарбигд, рядом с Окружной дорогой между городом Боргарнес и плоскогорьем Хольтавёрдюхейди. Неподалеку находятся гора Бёйла (в 11 км северо-восточнее) и кратеры Грауброук (в полутора километрах северо-восточнее). Около озера расположен университет Биврёста.
Высота над уровнем моря — 56 м. Площадь поверхности — 1,14 км².
Всего в озеро впадает три водотока: два ручья с севера, и с юго-запада река Кидау (исл. Kiðá), соединяющая соседнее озеро Сельватн (исл. Selvatn) и Хредаватн. С северо-восточной стороны из озера вытекает протока Хрёйнау (исл. Hrauná), которая впадает в протекающую в километре восточнее реку Нордурау.

## Галерея

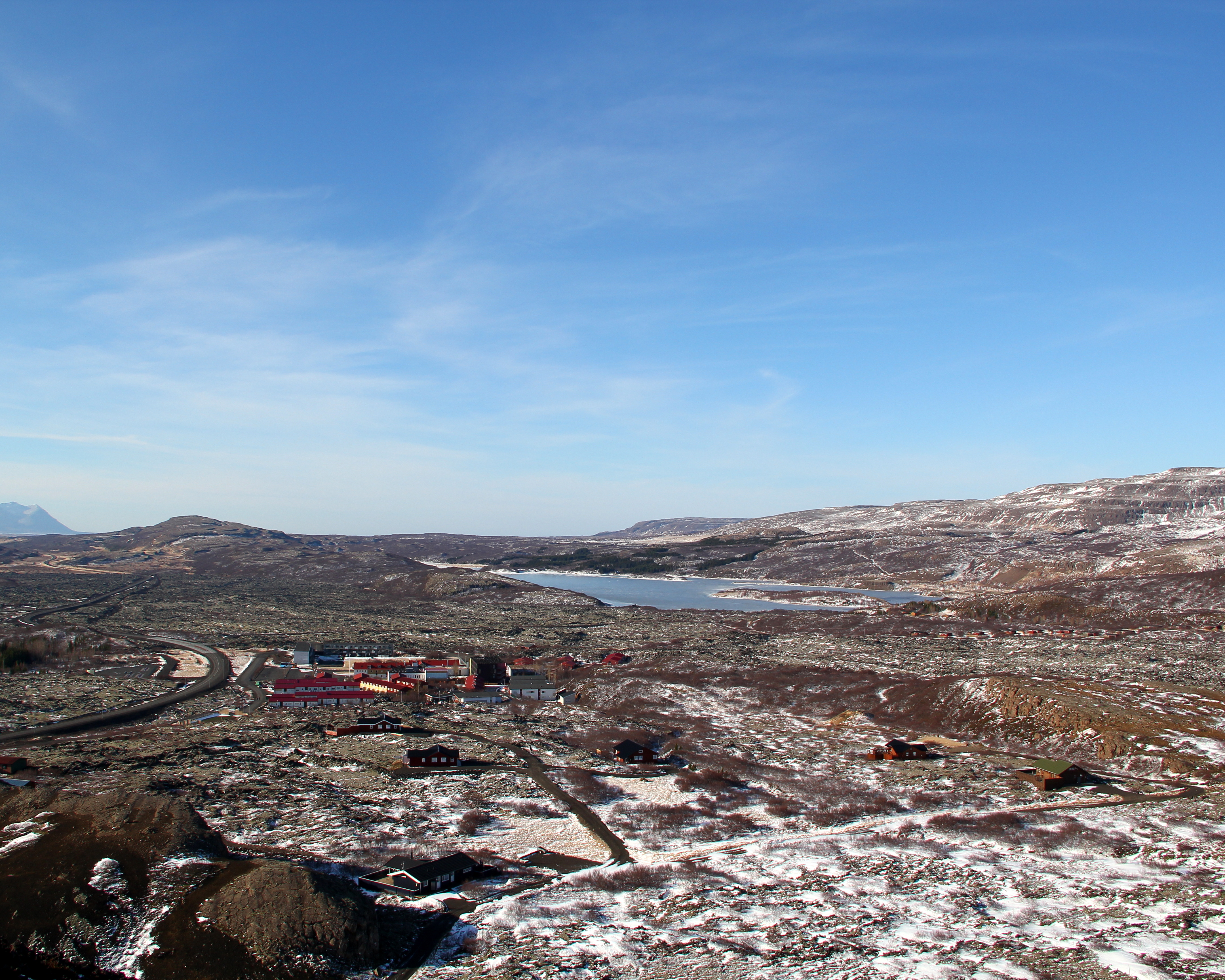
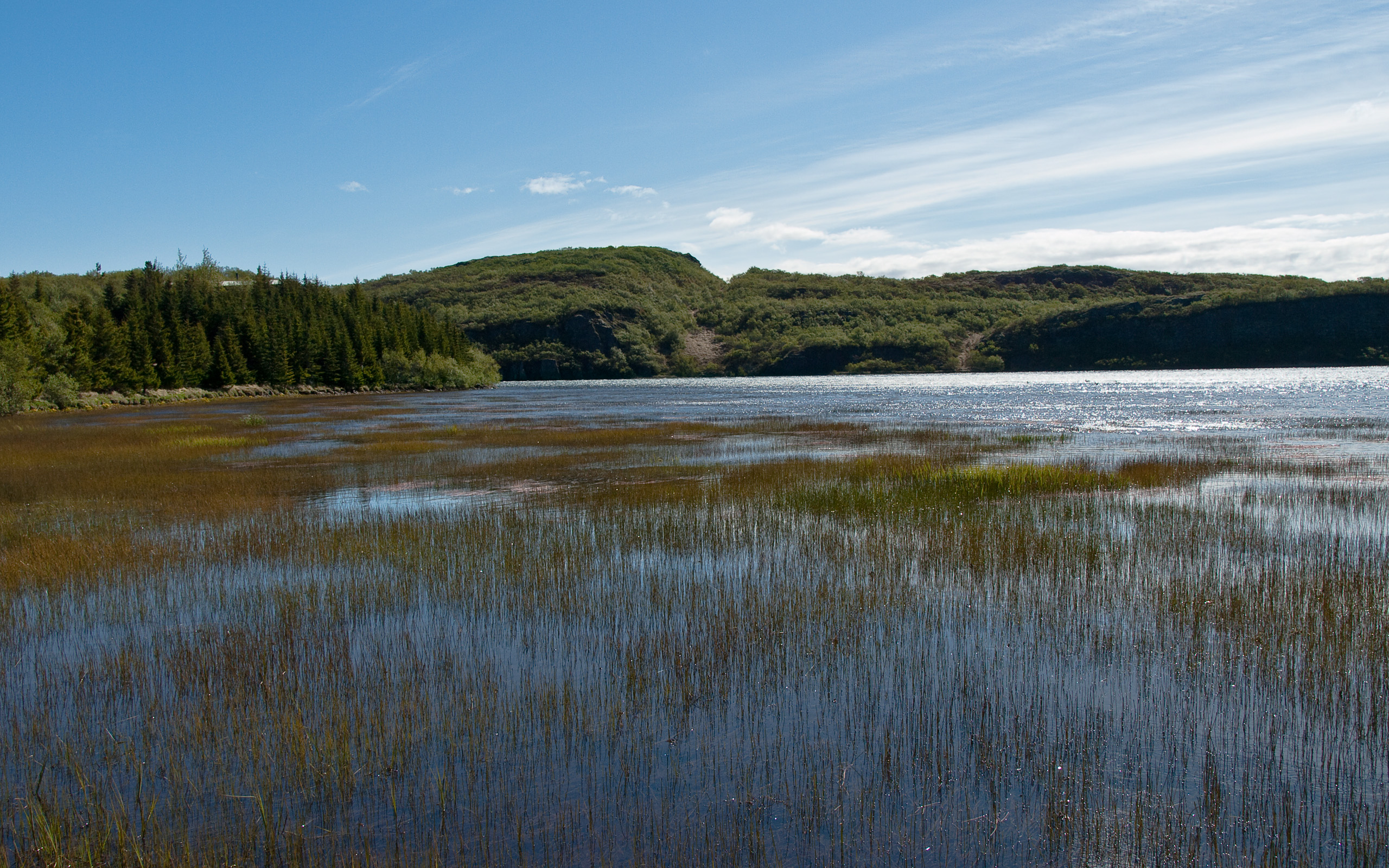